# Pilát Gábor
Pilát Gábor (1971. április 15. –) magyar író, előadó. A párkapcsolatokkal foglalkozó hazai irodalom egyik szereplője.

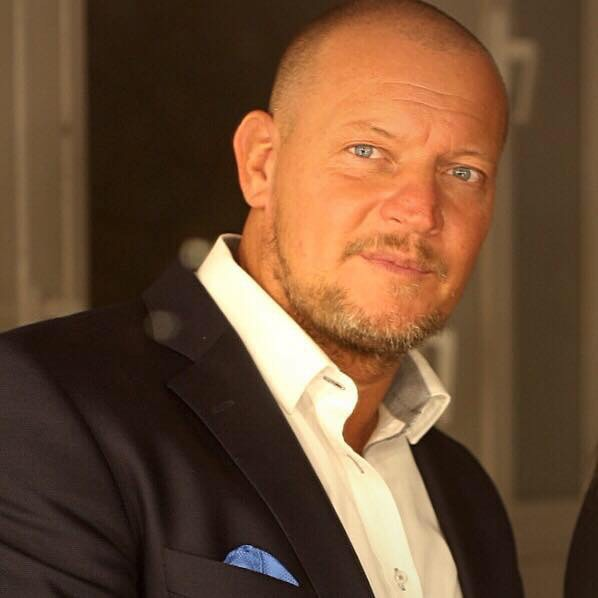
Pilát Gábor

## Életpálya
Édesapja Pilát Károly (1942) okleveles gépészmérnök, édesanyja Halasi Judit grafikus (1944).
Iskolai tanulmányait a Virányos úti Általános Iskolában kezdte, majd a József Attila Gimnáziumban érettségizett 1989-ben. Ugyanebben az évben kezdte a pályáját a Béres Rt.-nél, később egy értékesítési és management céghez került, ahol értékesítőként, konzulensként, trénerként és előadóként tevékenykedett.
Napjainkig (2018) 5 könyv szerzőjeként, sok tízezer főnek megtartott előadásairól és a médiában vállalt megjelenéseiről ismert.

## Előadások
1996 óta több száz cég több mint 25 000 munkatársát képezte értékesítési, vezetői és kommunikációs tréningeken. Mindig látta a párhuzamot a céges és a magánélet szervezetlensége között, ezért 2014-ben humanitárius segítségnyújtás céljából megalapította a Tabuk nélkül a párkapcsolatról Facebook-oldalt. Az oldalnak már az első három évben 110 000 követője lett. Ez olyan ismertséget és egyben új feladatokat is állított, hogy döntés elé került. Az üzleti életet hátra kellett hagynia, hogy minél hatékonyabban tudjon segíteni, immár nem a szervezeteknek, hanem az embereknek mint egyéneknek.

## Magánélet
Elvált, gyermeke: Dániel (2006).

## Művei
- 2004-ben társszerzője volt egy értékesítőknek szóló könyvnek "Adj el mindenáron?!" címmel.
- 2008 Siker magazin – A cégvezetők ábécéje
- 2012-ben jelent meg cégvezetőknek szóló könyve, "Pénz és Üzlet az ügyvezető nézőpontjából" címmel.
- 2015-ben került az olvasók kezébe az első párkapcsolatokkal foglalkozó könyve, a Tabuk nélkül a párkapcsolatról
- 2015 Tabuk nélkül – CD
- 2016-ban jelent meg az ÉLJ! című könyve
- 2018-ban jelent meg az ÉBREDJ! című könyve
- 2018-ban jelent meg a SZER-ETET GYŰL-ÖLET című könyve

## Média
- 2015–2017 között Fodor János felkérésére a Rádió Bézsben volt önálló rádióműsora Tabuk nélkül címmel
- 2017-től ugyanezen a címen a műsor egy éven keresztül minden héten a Dunakanyar Fm 94.1 sávon szólalt meg
- 2016-tól a life.hu állandó szerzője
- 2017-ben a TV2, 2018-tól a Duna TV párkapcsolati szakértőjeként szerepel
- 2016–2017-ben saját, 35 adásból álló tv-műsorral jelentkezett az Eger TV-ben